# Jorge Dória
Jorge Dória, nome artístico de Jorge Pires Ferreira (Rio de Janeiro, 12 de dezembro de 1920 — Rio de Janeiro, 6 de novembro de 2013), foi um ator e humorista brasileiro.

## Biografia
Filho do militar oficial de cavalaria Alquindar Pires Ferreira e da dona de casa Ruth Pereira Pires Ferreira, Dória, nasceu entre o Maracanã  e Vila Isabel, bairros da Zona Norte da cidade do Rio de Janeiro, que na época era capital federal do Brasil.
Formou-se no Colégio Militar do Rio de Janeiro. Com pouco mais de 20 anos, na década de 1940, abandonou o emprego público estável para seguir a carreira artística, desagradando a família que o queria como funcionário público do Ministério da Fazenda.

### Início da Carreira artística, teatro e cinema
Estreou no teatro em 1942, na Companhia Eva Todor e Luis Iglesias, em que permanece por quase dez anos, alternando atuações como comediante e ator dramático.  Na década de 1960, seu trabalho em teatro mais marcante é em Procura-se uma Rosa, escrita por Vinicius de Moraes, Pedro Bloch e Gláucio Gil, dirigida por Léo Jusi. E estreia no cinema em 1948, com o filme Mãe.
Adotou o nome artístico de Jorge Dória, em homenagem ao amigo Leoni Doria Machado, com quem escreveu As Pernas da Herdeira (1951), peça em que estreou como ator, sob a direção de Esther Leão, na Companhia da vedete Zaquia Jorge.
Destacou-se na peça Procura-se uma Rosa, na década de 1960, escrita por Vinicius de Moraes, Pedro Bloch e Gláucio Gil, com direção de Léo Jusi (Luiz Leôncio Jusi). Ainda no teatro atuou na peças A Gaiola das Loucas, de Jean Poiret, com adaptação e direção de João Bethencourt, em 1974, na qual Dória viveu George, personagem este que seria seu maior sucesso como protagonista no teatro brasileiro). Fez ainda O Avarento; Escola de Mulheres; A Presidenta; A Morte do Caixeiro Viajante entre outras. 
Fã de filmes policiais, criou o argumento e colaborou no roteiro de mais dois filmes do gênero: Amei um Bicheiro (1952), de Jorge Ileli e Paulo Wanderlei; e Mulheres e Milhões (1961), de Ileli. Assinou também o argumento da chanchada Absolutamente Certo (1957), de Anselmo Duarte, e de outras dezenas de filmes.
No cinema, estrelou várias pornochanchadas. Foi também roteirista, além de ator premiado em filmes como Maior que o Ódio, O Assalto ao Trem Pagador (1962), dirigido por Roberto Farias, O Beijo, Minha Namorada, Bonga, o Vagabundo, Como é Boa a Nossa Empregada (1973), de Victor Di Mello; Oh, que Delícia de Patrão! (1974), de Alberto Pieralise; Com as Calças na Mão (1975), de Carlos Mossy. Em o A Dama do Lotação (1978) , destacou-se por viver Dr. Alexandre, sogro de Solange (Sônia Braga), casada com Carlos (Nuno Leal Maia). Também fez O Homem do Ano (2003), Traição (1998), A Dama do Cine Shanghai (1987), Pedro Mico (1985), O Sequestro (1981), Perdoa-me por me Traíres (1980), Assim era a Pornanchanchada (1978), As Secretárias… que Fazem de Tudo (1975), entre outros.

### Trabalho na televisão: novelas e humorísticos
Teria iniciado sua carreira na televisão em 1953, atuando em uma novela da TV Tupi, Delícias da Vida Conjugal.[carece de fontes?]
Dória estreou na televisão em 1970, na extinta TV Tupi, no elenco da telenovela E Nós, Aonde Vamos?, escrita pela cubana Glória Magadan. Transferiu-se para a TV Globo em 1973 onde, a partir da sua criação para o personagem Lineu na primeira versão da série de televisão A Grande Família, Jorge Dória se tornou uma presença constante nas novelas e nos programas de humor da emissora de TV; sua primeira novela na emissora, O Noviço, foi em 1975, onde interpretava o vigarista Ambrósio do texto escrito por Mário Lago em uma adaptação pra TV da peça teatral homônima de Martins Pena: O Noviço. Dória Retornou à TV Tupi onde atuou na novela Aritana (1978), da escritora Ivani Ribeiro, e dedicou-se ao teatro e ao cinema. voltou à TV Globo em 1978 para protagonizar a novela O Pulo do Gato, onde na trama escrita por Bráulio Pedroso, ele era o playboy mulherengo Bubby Mariano; uma vez retornando à Globo, ali permaneceria na emissora nas duas décadas seguintes.
Entre os trabalhos mais importantes na TV Globo estão João Brandão na novela Champagne, em que o seu personagem era um dos suspeitos de assassinar a copeira Zaíde (Suzane Carvalho). Também fez o milionário golpista Herbert Alvaray em Brega & Chique; o terrível conselheiro real Vanoli Berval em Que Rei Sou Eu? - seu maior sucesso na emissora, pela atuação, foi eleito Melhor Ator pela Associação Paulista de Críticos de Arte (APCA) - e o implicante aposentado Emílio Castro em Meu Bem, Meu Mal (1990) formando uma dupla cômica com a atriz Zilda Cardoso, o proprietário e a inquilina de um apartamento da periferia paulistana que estavam sempre brigando; todas estas novelas do autor Cassiano Gabus Mendes.
Ao longo da década de 1990, participou de diversas novelas e manteve sucesso em personagens geralmente cômicos como o interesseiro Ângelo Pietro, em Zazá (1997), de Lauro César Muniz; e Rodolfo “Ruddy” Reis, em Era Uma Vez… (1998), de Walther Negrão. Em Suave Veneno (1999), de Aguinaldo Silva, mesmo aparecendo só a partir do meio da novela, roubou a cena com o carismático Genival, o pai do vidente charlatão Uálber, interpretado por Diogo Vilela.
Em 2001, integrou a oitava temporada de Malhação, no papel de Carmelo. Em 2005, Jorge Dória afastou-se dos palcos e da TV por problemas de saúde, decorrentes de um acidente vascular cerebral. Seu último papel foi no humorístico Zorra Total, da TV Globo, ao interpretar o personagem Maurição, um homem macho que queria ver seu filho Alfredinho se tornar heterossexual, personagem, este, protagonizado por Lúcio Mauro Filho, onde consagrou o bordão “Mas onde foi que eu errei?”. Também participou de programas humorísticos como Sai de Baixo, Os Normais e Zorra Total.

### Morte
Jorge Dória foi hospitalizado no dia 27 de setembro de 2013, no Rio de Janeiro, para tratar de uma infecção respiratória. No dia 22 de outubro, o quadro piorou. Jorge Dória morreu em 6 de novembro de 2013, aos 92 anos no Centro de Terapia Intensiva do Hospital Barra D´Or, na Barra da Tijuca, na Zona Oeste da cidade do Rio de Janeiro. O ator morreu após complicações cardiorrespiratórias e renais.

## Carreira

### Filmografia
| Ano       | Titulo                    | Personagem                       | Notas                               |
| --------- | ------------------------- | -------------------------------- | ----------------------------------- |
| 1953      | Delícias da Vida Conjugal | Mário                            |                                     |
| 1970      | E Nós, Aonde Vamos?       | Marcos                           |                                     |
| 1972      | O Bofe                    | José Pistola                     |                                     |
| 1972–75   | A Grande Família          | Lineu Silva                      |                                     |
| 1975      | O Noviço                  | Ambrósio                         |                                     |
| 1978      | Aritana                   | Boaventura                       |                                     |
| 1978      | O Pulo do Gato            | Bubby Mariano                    |                                     |
| 1979      | O Todo Poderoso           | Cristiano                        |                                     |
| 1980      | Cavalo Amarelo            | Barbosa                          |                                     |
| 1981      | O Amor é Nosso            | Sandoval                         |                                     |
| 1983      | Champagne                 | João Brandão                     |                                     |
| 1983      | Parabéns pra Você         | Baby                             |                                     |
| 1984      | Livre para Voar           | J.J. (Jardim Julião)             |                                     |
| 1985      | Jogo do Amor              | Otávio                           |                                     |
| 1987      | A Rainha da Vida          | Carlos Valadares                 |                                     |
| 1987      | Brega & Chique            | Herbert Alvaray / Mário Francis  |                                     |
| 1988      | Abolição                  | Jean-Andoche Jeannot             |                                     |
| 1989      | Que Rei Sou Eu?           | Vanoli Berval                    |                                     |
| 1989      | Tieta                     | Pastor Hilário                   |                                     |
| 1990      | Meu Bem, Meu Mal          | Emílio Castro                    |                                     |
| 1990      | Rainha da Sucata          | Alberico Cassinelli              |                                     |
| 1992      | Tereza Batista            | Emiliano                         |                                     |
| 1992      | Deus nos Acuda            | Tomás Rodrigues do Amaral Garcia |                                     |
| 1993      | Olho no Olho              | Átila                            |                                     |
| 1994      | Quatro por Quatro         | Santinho                         |                                     |
| 1996      | Vira-Lata                 | Seu Moreira                      |                                     |
| 1997      | Zazá                      | Ângelo Pietro                    |                                     |
| 1998      | Era Uma Vez               | Rodolfo "Rudy" Reis              |                                     |
| 1998      | Sai de Baixo              | Alfredo                          | Episódio: "Luneta Indiscreta"       |
| 1999      | Suave Veneno              | Genival                          |                                     |
| 1999-2005 | Zorra Total               | Mateus / Maurição                |                                     |
| 2001      | Os Normais                | Ney                              | Episódio: "Fazer as Pazes é Normal" |
| 2002      | Malhação                  | Carmello                         |                                     |

| Ano  | Titulo                                | Personagem               |
| ---- | ------------------------------------- | ------------------------ |
| 2003 | O Homem do Ano                        | Dr. Carvalho             |
| 1987 | A Dama do Cine Shanghai               | velho                    |
| 1985 | Pedro Mico                            | Portela                  |
| 1981 | O Sequestro                           | Marcondes                |
| 1980 | Perdoa-me por Me Traíres              |                          |
| 1978 | A Dama do Lotação                     |                          |
| 1976 | Ninguém Segura Essas Mulheres         | Túlio                    |
| 1975 | As Aventuras de um Detetive Português | Neiva                    |
| 1974 | O Comprador de Fazendas               |                          |
| 1973 | Como É Boa Nossa Empregada            | Dr. Renato "Naná"        |
| 1972 | Eu Transo, Ela Transa                 | Roberto                  |
| 1971 | Bonga, o Vagabundo                    | Dr. Paulo                |
| 1970 | Pais Quadrados, Filhos Avançados      |                          |
| 1969 | As Duas Faces da Moeda                |                          |
| 1968 | Juventude e Ternura                   |                          |
| 1966 | Cristo de Lama                        |                          |
| 1964 | O Beijo                               | jornalista Mário Ribeiro |
| 1962 | Assalto ao Trem Pagador               | Delegado                 |
| 1952 | Amei um Bicheiro                      | Argumento.               |
| 1951 | Maior que o Ódio                      |                          |
| 1949 | Também Somos Irmãos                   |                          |
| 1948 | Mãe                                   |                          |
| 1948 | Inconfidência Mineira                 |                          |